# Asbolisiomyces
Asbolisiomyces är ett släkte av svampar. Asbolisiomyces ingår i divisionen sporsäcksvampar och riket svampar.